# 이쭤린
이쭤린(중국어 정체자: 易作霖, 병음: yì zuò lín, 1897년 7월 19일 — 1945년 3월 29일)은 중국의 언어학자, 교육자, 자선 사업가이다. 호는 졘러우(중국어 정체자: 劍樓, 병음: jiàn lóu)이다.